# Том Корбетт
Томас Вінгетт «Том» Корбетт-молодший (англ. Thomas Wingett «Tom» Corbett, Jr.; нар. 17 червня 1949, Філадельфія, Пенсільванія) — американський політик. Губернатор штату Пенсільванія від 2011 до 2015 року, член Республіканської партії.
Корбетт здобув ступінь бакалавра в Lebanon Valley College в Лебаноні, штат Пенсільванія, і ступінь доктора права в Юридичній школі Університету св. Марії в Техасі. Працював прокурором Західного округу штату Пенсільванія з 1989 по 1993, генеральним прокурором Пенсільванії з 1995 по 1997 і з 2005 по 2011 роки.